# بطن الغول (معان)
بطن الغول منطقة سكنية تقع في لواء قصبة معان، محافظة معان في الأردن. تنتمي المنطقة لقضاء الجفر الذي يضم 4 مناطق. يقدر عدد سكانها بـ 6 نسمة حسب إحصاء 2015.

## الوصلات الخارجية
- دائرة الاحصاءات العامة